# Подземные тоннели для нападения на Юг
Подземные тоннели для нападения на Юг (кор. 남침 땅굴; Намчхим ттанкуль) — военные подземные тоннели, которые были вырыты Северной Кореей через демилитаризованную зону для внезапного нападения на Южную Корею. Северокорейская сторона утверждает, что эти тоннели были построены для добычи угля.

## Список подземных тоннелей

Расположение подземных тоннелей на границе между КНДР и Южной Кореей

К 2020 году на Корейском полуострове было найдено 4 подземных тоннеля, сведения о наличии других секретных тоннелей в настоящее время относятся к неподтвержденным. Подземный тоннель № 1 был снесён (разрушен) южнокорейской армией, остальные три используются в качестве национальной туристической зоны.
| Русский              | Корейский | Местонахождение                           | Дата обнаружения |
| -------------------- | --------- | ----------------------------------------- | ---------------- |
| Подземный тоннель №1 | 제1땅굴   | пров.Кёнгидо, уезд Йончхон                | 1974             |
| Подземный тоннель №2 | 제2땅굴   | пров.Канвондо (Южная Корея), уезд Чхорвон | 1975             |
| Подземный тоннель №3 | 제3땅굴   | пров.Кёнгидо, уезд Пхаджу                 | 1978             |
| Подземный тоннель №4 | 제4땅굴   | пров.Канвондо (Южная Корея), уезд Янгу    | 1990             |

### Тоннель N 1

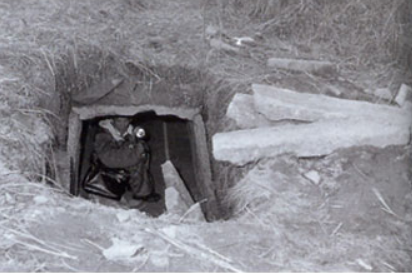
Вход в первый обнаруженный тоннель

Был обнаружен 5 ноября 1974 года в районе Чаннам-мён, уезд Йончхон, провинция Кёнгидо. Представляет собой бетонную конструкцию шириной 90 см, высотой 1,2 м, заглубленную в землю от 2,5 до 4,5 м при длине 3,5 км. Выход из тоннеля был расположен в 65 км от Сеула. По приблизительным расчетам, по нему за час могло пройти более полка солдат (2 000 человек) с тяжелым оружием. Стены тоннеля были укреплены бетонными плитами, внутри него имелось электрическое освещение и рельсы для проезда вагонеток.
Выход из тоннеля был обнаружен, когда поисковая группа 25-й армейской дивизии выполняла обход границы демилитаризованной зоны и солдаты обнаружили, что из-под земли поднимается водяной пар. Во время осмотра местности они были обстреляны северокорейским постом. После того как южнокорейская армия открыла ответный огонь, поиски были продолжены и в результате был обнаружен тоннель N 1.
Пять дней спустя, во время обследования тоннеля американскими и южнокорейскими военными, в результате взрыва северокорейского взрывного устройства были убиты офицер ВМС США и майор корпуса морской пехоты Республики Корея. При взрыве также были ранены еще пять американцев и южнокорейский сотрудник Командования ООН в Корее.

### Тоннель N 2
Был обнаружен в Кындонг-мён в уезде Чхорвон провинции Канвондо в марте 1975 года в 2400 м от Северной Кореи до военной демаркационной линии, 1100 м от военной демаркационной линии со стороны РК. Имеет 2 м в ширину и в высоту, 3,5 км в длину и проходит в 50-160 м под землей. Военнослужащие Республики Корея, находясь на страже границы, услышали песню и заподозрили существование тоннеля. Было предпринято бурение, которое 19 марта 1975 года привело к обнаружению тоннеля.
Южнокорейская армия, инженеры USFK и гражданские инженеры США участвовали в совместной экспедиции и пробурили 45 скважин, чтобы подтвердить существование тоннеля. Из-за природы гранита внутри невозможно было создать пустое пространство, но просверленный камень всегда был коротким, и песок, обнаруженный во время добычи, не был похож на песок, найденным в горных районах Канвондо. Внутри тоннеля были обнаружены три каменные стены, построенные северокорейскими войсками с целью задержать исследования южнокорейских военных. Во время разрушения этих каменных стен 8 апреля 1975 года 7 солдат погибли и 28 мая 1975 года ещё один солдат погиб в результате взрывов установленных в тоннеле северокорейских мин-ловушек.
В настоящее время Южная Корея использует тоннель N 2 как туристический объект.

### Тоннель N 3

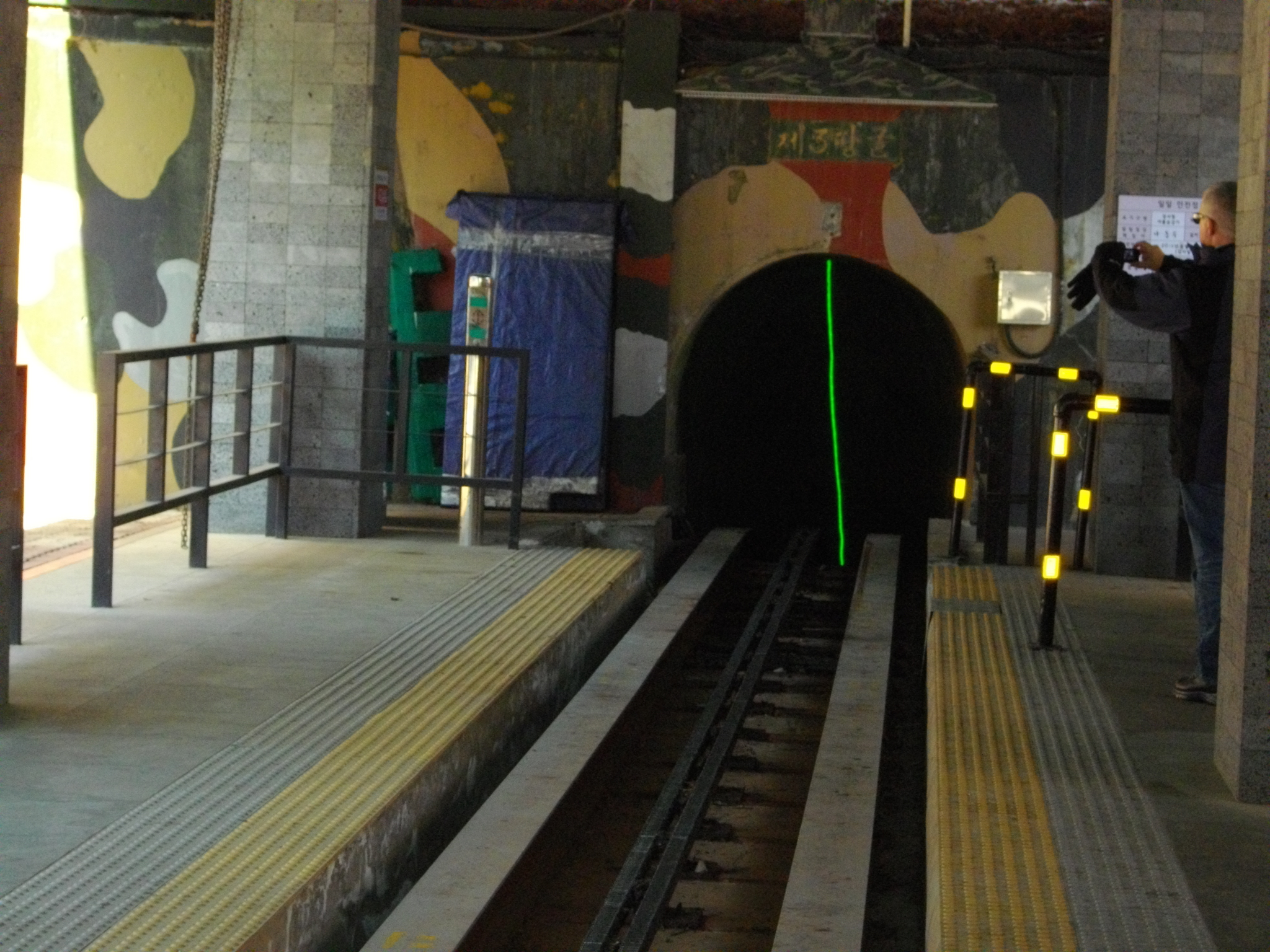
Третий северокорейский тоннель в Южную Корею

5 сентября 1974 года Ким Бу Сен, перебежчик из Северной Кореи, сообщил, что он, геодезист по профессии, знает о существовании еще одного северокорейского тоннеля через демилитаризованную зону, в строительстве которого он сам участвовал. Этот тоннель был обнаружен 17 октября 1978 года в Чандан-мён в уезде Пхаджу провинции Кёнгидо. Обнаружение тоннеля вызвало особый интерес, поскольку он находится недалеко от Сеула, в 400 м к югу от демилитаризованной зоны и всего в 4 км к югу от Пханмунджома. Тоннель имеет ширину 2 м и высоту 2 м, длину 1,635 км и глубину 73 м и может пропустить до 30 000 солдат за один час. Данный тоннель является самым ближайшим к Сеулу и находится на расстоянии всего 44 км от южнокорейской столицы. В настоящее время тоннель превращен в туристический объект.

### Тоннель N 4

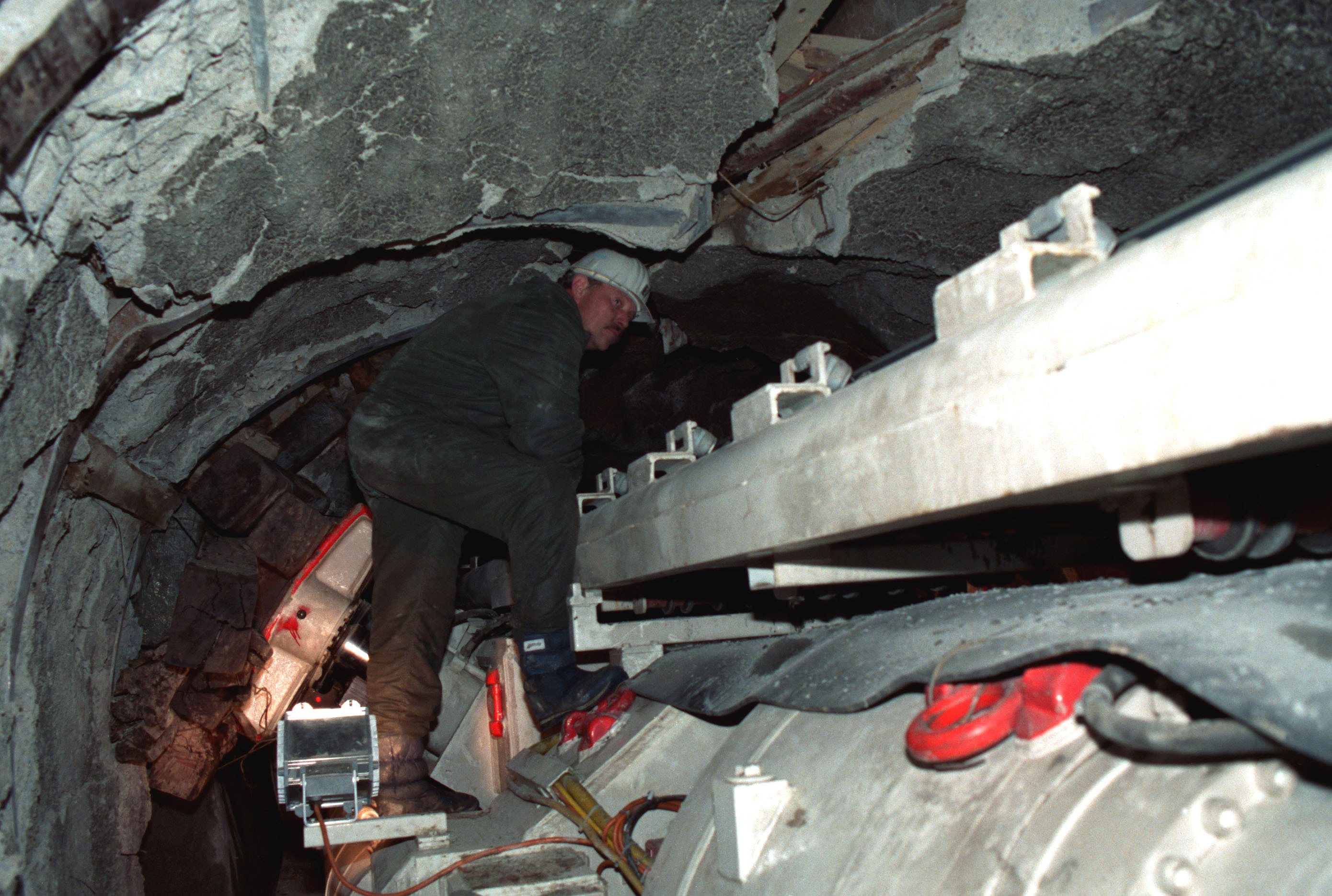
Инженер из ФРГ осматривает проходческий комплекс внутри южнокорейского контр-тоннеля, построенного для противодействия северокорейского тоннелю.

Этот тоннель был обнаружен 3 марта 1990 года в Хэан-мён в уезде Янгу провинции Канвондо. Имеет ширину 2 метра, 145 метров под землей и общую длину 2052 метра и был обнаружен в 1502 метрах к югу от военной демаркационной линии. Его ширина позволяет идти рядом трем солдатам одновременно.
Через несколько дней после обнаружения этого тоннеля, 9 марта 1990 г., власти Северной Кореи, в отличие от предыдущих случаев, впервые признались в создании этого тоннеля. Пхеньян заявил, что целью сооружения было содействие воссоединению Кореи.
Во время обследования тоннеля военная собака Хант, обученная находить взрывчатые вещества, наступила на мину-ловушку, установленную северокорейскими военными, и взорвалась. В знак признания этого подвига Хант был награжден Орденом за военные заслуги Инхун. Также прямо возле тоннеля N 4 была поставлена статуя собаки Хант, смотрящая на Северную Корею.

## Поиски других тоннелей
По мнению министерства обороны Республики Корея, КНДР не оставила попыток прорыть тоннели под границей с Южной Кореей и выходящие затем на поверхность уже в тылу обороны южнокорейской армии. В настоящий момент в трех районах недалеко от северных окраин Сеула обнаружены признаки подозрительной активности, однако у южан не хватает современного оборудования, способного выявить предполагаемые подземные тоннели. Эти выводы содержатся в закрытом докладе Министерства обороны РК, который был направлен в парламент страны по требованию депутата от правящей партии «Сэнури» Хан Ги Хо.
По мнению отставного генерала южнокорейской армии Хан Сун Чу, помимо четырех найденных тоннелей, ведущих из КНДР в РК, существует большое количество необнаруженных. Он полагает, что сейчас КНДР активно использует по меньшей мере 84 секретных тоннеля и некоторые из них ведут прямо в центр Сеула. Однако официальные власти РК отвергают столь пессимистичные предположения.